# Eric Idle
Eric Idle (South Shields, Tyne and Wear, 1943. március 29. –) Grammy-díjas angol humorista, színész, író, énekes, zene és dalszerző, a Monty Python csoport tagja.

## Pályafutása
Szülőhelye a valamikor különálló Harton falu. Szülei: Nora Barron (született: Sanderson), szakképzett védőnő és Ernest Idle gyermekeként. Apja a Brit Királyi Légierőnél (Royal Air Force) szolgált, a II. világháborút túlélte, 1945 karácsonyán autóbalesetet szenvedett. Anyja nehezen viselte a munkát teljes munkaidőben, hogy tudja miből nevelni a gyereket, így Ericet hétévesen beíratta a Royal Wolverhampton bentlakásos Iskolába. Ebben a viktoriánus árvaházban akkor egy karitatív alapítvány keretében foglalkoztak azokkal a gyerekekkel, aki elvesztették egy vagy mindkét szülőjüket. A kisdiákok, akik elsősorban a háborúban elesett katonák gyermekei voltak, Ophney-nek nevezték. Eric nem szívesen emlékszik vissza a zord környezetre, a kellemetlen körülményekre. Azt állítja, két dolog volt ami miatt elviselhető volt az élete, hallgatni a Radio Luxembourg műsorait az ágytakaró alatt és nézni a Wolverhampton Wandererst, a helyi focicsapatot. Ezen kívül, más sportot nem szeretett és minden csütörtökön kiosont az iskolából a helyi moziba. Általában 18 éven felülieknek való filmeket nézett meg. Kevés fontos dolga volt az iskolában, ezért az unaloműzésként keményen tanult. Így sikerült bejutnia a Cambridge-i Egyetemre, az angol nyelv tantárgy hallgatójaként.
A Cambridge Footlights Klub elnöke Tim Brooke-Taylor, és a klub tagja Bill Oddie meghívta a neves Cambridge University Footlights Clubba. „Soha nem hallottam a Footlightsról mielőtt oda jártam, de ez olyan, mint egy hagyományos kollégiumi dohányzós-koncert. Tim Brooke-Taylor és Bill Oddie meghallgattak a Footlights dohányosai számára és ez ahhoz vezetett, hogy rájöjjek a dolgokra és bekerüljek a Footlightsba, ami hatalmas dolog volt.” Eric a Footlightsban, találkozott először Graham Chapmannel és John Cleese-zel, akik szintén a Cambridge-i Egyetemre jártak. 1965-ben a Cambridge Footlights elnöke lett és először ő engedte meg, hogy nők is csatlakozhassanak.
1966-tól jeleneteket írt a Frost-jelentés (Frost Report) című műsorba. Itt találkozott először későbbi Monty Pythonos társaival, Graham Chapmannel, John Cleese-zel, Terry Jonesszal és Michael Palinnel. 1967-től szerepelt A hiba nem az ön készülékében van (Do Not Adjust Your Set) című műsorban, mely gyerekműsornak szánt, de inkább a felnőttek körében volt sikeres, melyben Terry Jonesszal és Michael Palinnel is dolgozhatott. Terry Gilliam gondoskodott az animációkról a show részére. Eközben Cleese meggyőzte Palint, hogy hozzák össze a két csapatot és készítsenek közös műsort és hívják Terry Gilliamat is animációkat készíteni. Ezzel teljesült John Cleese vágya és létrejött saját sorozatuk a Monty Python Repülő Cirkusza.
Eric többnyire egyedül írt a sorozatba, a saját ütemében, bár néha nehéz volt bemutatni az anyagot és viccesnek tűnni, egyedül, partner támogatása nélkül, ugyanis a többiek párban írtak. Chapman/Cleese és Palin/Jones felállásban. John Cleese, elismerte, hogy ez kissé igazságtalan – amikor a csapat szavaz, hogy melyik jelenetek kerüljenek be a műsorba, neki csak egy szavazata van „Idle független személy, és a legjobban egyedül tudott dolgozni.” Eric maga is elismerte, ez olykor nehéz volt: „Meg kellett győznöd az öt másikat. És többnyire egyik író sem volt éppen önzetlen.”
Gyakran nyelvi és kommunikációs jellegű poénokkal járult hozzá a műsorhoz. Rengeteg karakterének jellemzői a szójátékok, az anagrammák, a szórend felcserélése, mint az ember, aki anagrammákban beszél vagy a hentes, aki egyszer durva, egyszer pedig udvarias stílusban beszél a vevővel. Több jelenetbe beleépített hosszú monológokat, mint az Utazási Iroda jelenetben, egy olyan utast alakít, aki folyamatosan, megállíthatatlanul mesél kellemetlen utazási élményeiről. Jellemző rá a kétértelmű szöveg, a többnyire szexuális tartalom ily módon való elrejtése (Nudge Nudge).
Eric, több csapatnak írt számos híres slágert, melyek közül a leghíresebb a „Mindig az élet napos oldalát nézd” („Always Look on the Bright Side of Life”), a Brian élete című film záródala, mely a Monty Python csoport védjegye lett. Ő írta többek között Az élet értelme című filmből a Tejút dalt (Galaxy Song), és Cleese-zel, az Eric a félig méh (Eric the Half-a-Bee). A legtöbb dalt a csoportból ő írta a sorozathoz és a filmekhez.
A sorozat 1974-ben befejeződött és a csoport a 70-es évek közepe óta leginkább rendszertelen, együttműködése is megszűnt. Mindenki a saját útját próbálta egyengetni. Eric a BBC rádiójának készített 1973–74-ben show-műsort.
Létrehozott egy jelenetekből álló showt a BBC2-n „Rutland Weekend Television” (RWT) címmel, melynek jeleneteit maga írta, Neil Innes zenéivel pedig színesítette a műsort. Az RWT, britannia legkisebb televíziós hálózata volt, az elnevezés a London Weekend Television paródiájaként jött létre. Rutland, anglia legkisebb megyéje. Az egyik műsorban George Harrison is közreműködött vendégszereplőként. Az RWT utódjaként egy együttest hoztak létre Neil Innesszel, melynek neve The Rutles volt, amely tulajdonképpen egy kedves The Beatles paródia. A zenekar népszerűvé vált főleg az USA-ban. Az 1978-as The Rutles mockumentary (gúnyos jellegű dokumentumfilm), az All You Need Is Cash (Beatles: All You Need Is Love) melynek írója Eric Idle, zeneszerzője pedig Neil Innes, a Monty Python tagok között újra együttműködést teremtett. Eric, Dirk McCQuickly, Paul McCartney paródiájaként, illetve műsorvezetőként szerepelt. A filmben Bill Murray, George Harrison és Mick Jagger is szerepelt. Szintén Idle írta és rendezte a The Rutles comeback-et a Rutlemania című élő showba 2008-ban, a The Rutles 30. évfordulójára.
Az 1989-ben Terry Gilliam által írt és rendezett Münchausen báró kalandjai (The Adventures of Baron Munchausen) filmbéli alkotásáért legalább olyan jó kritikákat kapott, mint az Apócák a pácban (Nuns on the Run) főszerepéért Robbie Coltrane mellett 1990-ben, a Casper című filmben 1995-ben valamint a Terry Jones által írt és rendezett 1996-os Békavári Uraságban (The Wind in the Willows) alkotott szerepéért. Azonban a saját maga által írt ötletei, melyeket a Lökött örökösök (Splitting Heirs) című filmjében 1993-ban mutattak be, sikertelen lett a kritikusok és a közönség számára, pedig a szereposztás jónak ígérkezett Rick Moranisszal és John Cleese-zel.
1990-ben énekelte és társszerzője volt a népszerű brit komédiasorozat, a Fél lábbal a sírban főcímdalának, mely dal ugyanezt a címet kapta és amely sorozat 10 évig futott. A dalt később kiadták, de gyenge helyezéseket ért el a slágerlistákon, azonban az „Always Look on the Bright Side of Life” című dalt, akkori szomszédja Gary Lineker labdarúgó javaslatára, újra felvették és újra kiadták. Ennek eredménye, hatalmas meglepetés lett, az akkor már 12 éves szám a brit listákon a 3. helyig jutott fel.
2002 novemberében fellépett barátja, George Harrison emlékkoncertjén.
2004-ben egy dalban válaszolt, tiltakozásképpen azért, amiért 5000 dollár bírságot kellett fizetnie azért, mert kimondta a nemzeti rádióban a „fuck” szót. A rövid dal címe FCC dal, amelyben tizennégyszer szerepel a szó és ezen kívül más trágár szavak is, kifejezve véleményét a Amerikai Szövetségi Kommunikációs Bizottságról (US Federal Communications Commission, FCC) és az akkori amerikai kormányról. A dal letöltető és meghallgatható az Internet Archívumban.
A Gyalog galopp című filmen alapuló ötletekre építve, a Spamalot című musical-vígjáték, a filmhez hasonlóan Arthur király és a Kerekasztal lovagjai történetét meséli el. A dalok szövegét Eric Idle írta, ezért 2005-ben több jelölést is kapott Tony-díjra a zenéjét John Du Prez-vel és Neil Innesszel közösen szerezték.
2007 júniusában, Nem a Messiás (Not the Messiah) címmel, egy komikus oratórium premierje volt látható a Luminato művészeti fesztivál nyitónapján Torontóban, melyet a Brian élete című film ötletére illetve történetére írtak. A mű szerzői Eric Idle és John Du Prez. A művet, az Amerikai Egyesült Államokban és Ausztráliában is bemutatták. Az öt részes oratórium angliai bemutatója, Londonban a Royal Albert Hallban, 2009. október 23-án volt, a Monty Python csoport 40. évfordulóját ünnepelve mutatták be óriási sikerrel. Vendégek voltak: Michael Palin, Terry Jones, Terry Gilliam, Carol Cleveland, Neil Innes.
2012. augusztus 12-én, a 2012. évi nyári olimpiai játékok záróünnepségén elénekelte a Brian élete, illetve a Monty Python csoport legismertebb dalát, az Always Look on the Bright Side of Life-ot (Mindig az élet napos oldalát nézd), melyet egy plusz versszakkal megtoldott és amely teljes egészében az ő szerzeménye. A színpadon többek között táncosok, indiai tánccsoport, görkorcsolyázó és szoknyájukat emelgető apácák, római légiósok, skót dudások léptek fel. Az Amerikai Egyesült Államok cenzúrájával ismét meggyűlt a baja, ugyanis az NBC cenzúrázta, a "Life's a piece of shit" szövegrészt. A népszerű, ismert dalt ha nem is 80 ezren énekelték, de a stadionban visszhangzott a nézők éneklése.
2014-ben újra összeállt a Monty Python csoport. Eric rendezte a műsort, Monty Python Live (mostly) – One Down Five to Go címmel, melyet a londoni Royal Albert Hallban tartottak. A többi élő taggal együtt, utoljára léptek fel, ezzel lezárva 45 évet és a több évtizedes találgatásokat a lehetséges reunióra.
2015 május 31-én a Nem a Messiás komikus oratóriumát bemutatta a Papp László Sportarénában, melyen két számot énekelt, köztük az Always Look on the Bright Side of Life-ot.
2015-ben az Amerikai Egyesült Államokban, 2016-ban Ausztráliában és Új-Zélandon turnézik John Cleese-zel a „Megint együtt... legelső alkalommal” című előadással.
2018 októberében megjelenik önéletrajzi könyve, Always look on the bright side of life címmel.

## Magánélete
Feleségei: Lyn Ashley (1969. július 7. – 1978) (elvált), Tania Kosevich (1981–).
Egy fia van első feleségétől, Carey (1973), és egy lánya a második feleségétől, Lily (1990).

## Díjai, elismerései
Egy 2005-ös brit felmérés szerint, ahol a "A Komédiások Komédiását" keresték, minden idők 50 legjobb komédiása közül a 21. lett.
A 9620-as számot viselő, 1993. március 17-én felfedezett kisbolygó viseli a nevét.

## Filmjei
Magyarországon is ismert filmjeiből:
- A hiba nem az ön készülékében van (Do Not Adjust Your Set, 1967)
- Monty Python Repülő Cirkusza (Monty Python's Flying Circus 46 rész, 1969-1974)
- És most következzék valami egészen más (And Now for Something Completely Different, 1971)
- Gyalog galopp (Monty Python and the Holy Grail, 1975)
- Rutland Weekend Television (1975–1976)
- The Rutles: Mindenkinek szüksége van pénzre (All You Need Is Cash, 1978)
- Brian élete (Monty Python's Life of Brian, 1979)
- Monty Python Amerikában (Monty Python Live at the Hollywood Bowl, 1982)
- Az élet értelme (Monty Python's The Meaning of Life, 1983)
- Sárgaszakáll (Yellowbeard, 1983)
- Európai vakáció (European Vacation, 1985)
- Münchausen báró kalandjai (The Adventures of Baron Munchausen, 1988)
- 80 nap alatt a föld körül (Around the World in 80 Days, 1989)
- A Papagáj-jelenet nincs benne (Parrot Sketch Not Included, 1989)
- Apócák a pácban (Nuns on the Run, 1990)
- Mindenki fogja a magáét (Missing Pieces, 1991)
- Lökött örökösök (Splitting Heirs, 1993)
- Casper (Casper, 1995)
- Békavári Uraság (The Wind in the Willows, 1996)
- Nem a Messiás, csak egy nagyon haszontalan fiú (Not the Messiah – He's a Very Naughty Boy, 2007)
- Monty Python Live (mostly) – One Down Five to Go (2014)
- 102 kiskutya (Tityitotty – csak hang, 2000)

## Magyarul megjelent művei
- Hakni az űrben. Egy poszt-modern regény; ford. Kövesdi Miklós; Gabo, Bp., 2003
- Graham Chapmanː Egy hazug ember önéletrajza. Hetedik kötet. A Monty Python-csoport legendás tagjának önéletrajzi regénye; ill. Jonathan Hills, utószó Eric Idle, ford. Baló András Márton; Cartaphilus, Bp., 2006
- A mohó gazember naplója. Egy Monty Python kalandjai Amerikában; ford. Kövesdi Miklós; Gabo, Bp., 2008
- Mindig nézd az élet napos oldalát. Egy önéletrajzszerűség; ford. Rusznyák Csaba; HVG Könyvek, Bp., 2019